# Tolkepaya
Tolkepaya (Tulkepaia, Tejunas, Western Yavapai, Zapadni Yavapai) su zapadni ogranak Yavapai Indijanaca (Swanton), odnosno mješavina Yavapaia, Mohava i Yuma (Hodge) nastanjenih u pustinjama i planinama zapadne Arizone kuda su lutali izmeđi Colorada i zemlje yavapaia sve do 1873. kada su preseljeni na rezervat Verde River, a 1875, (njih 500) na rezervat San Carlos. Oni sami sebe nazivaju Tolkepaya. Sastojali su se od bandi 1) Hakupakapa ili Inyokapa, u planinama sjeverno od Congressa; 2) Hakehelapa Wiltaikapaya s planina Harcuvar i Harquahala Mountains; 3) Haka-whatapa ili Matakwarapa, što življaše u La Pazu i Catle Domeu.
Ovi posljednji postali su poznati kao "red water people" zbog svojih čestih ljetnih odlazaka na rijeku Colorado. U ranim španjolskim izvorima nazivani su Tejunas.